# À votre service (série télévisée)
Pour l’article homonyme, voir  À votre service (film).
 (novembre 2021).
À votre service est une série télévisée courte humoristique française créée et réalisée par Florian Hessique, diffusée depuis le 6 octobre 2015 sur la chaîne MCE TV. Depuis 2018, on[Qui ?] retrouve la série sur MyTF1 VoD.

## Synopsis
Paul Bouture est un jeune chauffeur de VTC se retrouvant à faire ce métier car il ne demande pas de diplôme spécifique. Râleur, incompétent et alcoolique, il met souvent les pieds dans le plat avec les personnes montant dans son véhicule.

## Distribution
- Florian Hessique : Paul Bouture
- Géraldine Lapalus : Lucie Bouture
- Jean-Christophe Bouvet : Le beau-père
- Alexandre Pesle : L'examinateur
- Miko : Pierre Bouture
- Fedele Papalia : Tonio
- Patrick Préjean : Jean-Marie Pélissier, l'homme répression des fraudes

Saison 1
- Samy Naceri : Franck Bouture
- Noom Diawara : Michael
- Éric Laugérias : le père de Paul
- Alix Bénézech : Louise
- Eric Naulleau : lui-même
- Emmeline Ndongue-Jouanin : elle-même
- Didier Gustin : lui-même

Saison 2
- Martin Lamotte : Maitre Tomasi
- Gérard Hernandez : Maitre Barrios
- Gérard Klein : Marc-Antoine de Ségur
- Patrick Puydebat : Dédé
- Jean-Marc Généreux : Le curé
- Stéphanie Paréja : La veuve noire

Saison 3
- Pascal Légitimus : Le chauffeur de taxi
- Smaïn : L'huissier
- Jeanne Savary : Béa
- Thierry Samitier : Un représentant de commerce
- Jean-Michel Maire : Un client
- Martial : Un client
- Kevin Miranda : Un client
- Mélanie Kah : La médecin

Prime - Spécial Marseille
- Jean-Marie Bigard : Policier
- Joy Esther : Julia
- Philippe Chevallier : Seb Vargas
- Jean-Pierre Mocky : Lui-même
- Lola Marois-Bigard : Mademoiselle Pérez
- André Bouchet : Le facteur

Prime 2 - Destination soleil
- Tex : Maître Conchie
- Isabelle Mergault : Françoise
- Richard Bohringer : Le client
- Ludivine Manca : Saly

## Épisodes

### Saison 1 (2015)
1. Protection rapprochée
2. Tu veux ma main ?
3. Le Diable au corps
4. Question de point de vue
5. Histoire drôle... Ou pas !
6. Une histoire de mariage
7. Le Coup du siècle
8. Rendez-vous manqué
9. Retour gagnant ?
10. Coming Out
11. Toby
12. Le client est roi !
13. L'Examen
14. Quel courage !
15. La Classe
16. Une histoire de famille
17. Conseil d'ami
18. Souriez, vous êtes filmés
19. Raciste, moi ?
20. Homme au foyer
21. International Management
22. Passion glacée
23. Une histoire d'accident
24. Les Feux de l'humour

### Saison 2 (printemps 2016)
1. Just married
2. Le nouveau
3. Les 7 péchés capitaux
4. Dépression
5. Une histoire de rencontre
6. Commerce équitable
7. Avis de décès
8. Visite guidée
9. Pause syndicale
10. Toute vérité n'est pas bonne à dire
11. Malade ?
12. Changement de direction
13. No comment !
14. Anniversaire de mariage
15. Le fanatique
16. Confession nocturne
17. Vive les vacances
18. Une histoire de ponctualité
19. Mauvaise blague
20. L'eurobillion
21. Solidarité
22. Tiré d'affaires ?
23. De la théorie à la pratique
24. La vie à trois
25. Un ami qui vous veut du bien !

### Saison 3 (automne 2016)
1. Farniente
2. Un coup d'enfer
3. Vive la nature
4. Devoirs de vacances
5. Enceinte
6. La bague au doigt
7. En progrès ?
8. Question d'âge
9. Un euro de plus
10. Taxi vs VTC
11. Le challengeur
12. Voiture close
13. Help me
14. Là d'où je viens
15. Constat d'adultère
16. Charcuterie maison
17. Sacrée veine
18. Une affaire en or
19. L'homme puma
20. Trou noir
21. Docteur love
22. Nouveau syndicaliste
23. Karaté driver
24. Le prénom

### Prime - Spécial Marseille (2017)
1. Être ou ne pas être
2. La tournée du facteur
3. Baiser salé
4. Moteur
5. Suivez cette voiture
6. Retrouvailles

### Prime 2 - Destination soleil (2018)
1. Évasion fiscale
2. Remise à niveau
3. Être père
4. Trou de mémoire
5. Balance ton porc
6. Cadeau de naissance

## Diffusions étrangères
À votre service sur TVM3
- Suisse
- Belgique
- Luxembourg

## Récompenses
- 2016 : Prix de la meilleure fiction étrangère au 8e Festival Golden Caméra de Bombai (Inde)
- 2016 : Prix du meilleur acteur étranger pour Florian Hessique au 8e Festival Golden Caméra de Bombai (Inde)

## Produits dérivés

### DVD
- À votre service - saison 1 - 1er mars 2016
- À votre service - saison 2 - 7 juin 2016
- À votre service - saison 3 + Prime spécial Marseille - 4 avril 2017